# Gweltaz-Lambrizig

Localització de Saint-Gildas-des-Bois

Gweltaz-Lambrizig  (en bretó Gweltaz-Lambrizig, en francès Saint-Gildas-des-Bois) és un municipi francès, situat a la regió de país del Loira, al departament de Loira Atlàntic, que històricament ha format part de la Bretanya. L'any 2006 tenia 3.273 habitants. Limita amb Sévérac, Missillac, Pontchâteau, Drefféac i Guenrouet.

## Demografia
| 1962                                       | 1968  | 1975  | 1982  | 1990  | 1999  |
| ------------------------------------------ | ----- | ----- | ----- | ----- | ----- |
| 2.361                                      | 2.510 | 2.521 | 2.997 | 3.126 | 3.059 |
| Des de 1962: població sense dobles comptes |       |       |       |       |       |

## Administració
| Període   | Identitat       | Partit        |
| --------- | --------------- | ------------- |
| 1983-2001 | André Trillard  | UMP           |
| 2001-2008 | Patricia Bertin | Divers droite |
| 2008-     | André Trillard  | UMP           |